# Astragalus gossypinus
Astragalus gossypinus es una especie de planta del género Astragalus, de la familia de las leguminosas, orden Fabales.

## Distribución
Astragalus gossypinus se distribuye por Turquía, Siria, Irán, Irak y Líbano.

## Taxonomía
Fue descrita científicamente por Fischer. Fue publicada en Bull. Soc. Imp. Naturalistes Moscou 26(2): 373 (1853).